# (24835) 1995 SM55
(24835) 1995 SM55 ist ein transneptunisches Objekt, das als Cubewano oder SDO eingestuft wird. Es ist ein Mitglied der Haumea-Familie.

## Entdeckung
(24835) 1995 SM55 wurde am 19. September 1995 von Nichole M. Danzl im Rahmen des Spacewatch-Projekts am Kitt-Peak-Nationalobservatorium bei Tucson (Arizona) entdeckt. Die Entdeckung wurde am 11. Juni 1999 bekanntgegeben. Der Planetoid erhielt von der IAU die Kleinplaneten-Nummer 24835.
Nach seiner Entdeckung ließ sich 1995 SM55 auf Fotos vom 16. September 1982 identifizieren und seinen Beobachtungszeitraum um 13 Jahre verlängern, um so seine Umlaufbahn genauer zu berechnen. Seither wurde 1995 SM55 mit erdbasierten Teleskopen beobachtet. Im April 2017 lagen insgesamt 174 Beobachtungen über einen Zeitraum von 35 Jahren vor.

## Eigenschaften

Simulation des Orbits von 1995 SM_{55}.

### Umlaufbahn
(24835) 1995 SM55 umkreist die Sonne in 268,27 Jahren auf einer leicht elliptischen Umlaufbahn zwischen 37,42 AE und 45,77 AE Abstand zu deren Zentrum. Die Bahnexzentrizität beträgt 0,100, die Bahn ist 27,07° gegenüber der Ekliptik geneigt. Sein Perihel erreicht der Asteroid im Jahr 2040; Der letzte Periheldurchlauf dürfte daher um das Jahr 1771 erfolgt sein. Das MPC klassifiziert 1995 SM55 als Cubewano, während Marc Buie (DES) ihn als SDO einstuft.
Der Asteroid ist Mitglied der Haumea-Familie, die aus Fragmenten einer früheren Kollision auf dem Zwergplaneten Haumea besteht.

### Größe
Über die Dimensionen und das Rückstrahlvermögen von 1995 SM55 herrscht noch einige Unklarheit; die Einschätzungen variieren von 162 bis 704 km. Allgemein geht man von einem Durchmesser von etwa 500 bis 600 km aus. Der tiefste Wert von 162 km stammt von Mike Brown und beruht auf einer angenommenen sehr hohen Albedo von 70 % und einer absoluten Helligkeit von 5,0 m. Andere Werte basieren auf für KBO typische tiefere Albedowerte von 4 bis 7 % und absoluten Helligkeiten von 4,3 bis 4,6 m. Die aktuelle Einschätzung geht davon aus, dass die Größe von 1995 SM55 280 km nicht überschreitet.
Es ist daher unsicher, ob 1995 SM55 sich im hydrostatischen Gleichgewicht befindet und der Asteroid damit zu den Zwergplanetenkandidaten gehört. Mike Brown geht davon aus, dass es sich bei 1995 SM55 um vielleicht keinen Zwergplaneten handelt. Gonzalo Tancredi lehnt eine Einstufung als Zwergplanet ab.
1995 SM55 rotiert in 8 Stunden und 4,8 Minuten einmal um seine Achse. Daraus ergibt sich, dass er in einem 1995 SM55-Jahr 291.045,3 Eigendrehungen („Tage“) vollführt.
| Jahr                                         | Abmessungen km | Quelle              |
| -------------------------------------------- | -------------- | ------------------- |
| 2005                                         | ≤704,0         | Grundy u. a.        |
| 2010                                         | 461,0          | Tancredi            |
| 2016                                         | 519,43         | LightCurve DataBase |
| 2018                                         | 701,0          | Johnston            |
| 2018                                         | <280,0         | Vilenius u. a.      |
| 2018                                         | 162,0          | Brown               |
| Die präziseste Bestimmung ist fett markiert. |                |                     |